# Campeonato de Australia 1961
Lista de los campeones del Abierto de Australia de 1961:

## Individual masculino
Roy Emerson (AUS) d. Rod Laver (AUS),  1–6, 6–3, 7–5, 6–4

## Individual femenino
Margaret Court (AUS) d. Jan Lehane O'Neill (AUS), 6–1, 6–4

## Dobles masculino
Rod Laver/Robert Mark (AUS)

## Dobles femenino
Mary Carter Reitano (AUS)/Margaret Court (AUS)

## Dobles mixto
Jan Lehane O'Neill (AUS)/Bob Hewitt (AUS)
| Predecesor: 1960                                       | Abierto de Australia 1961 | Sucesor: 1962                         |
| Predecesor: Campeonato nacional de Estados Unidos 1960 | Grand Slam 1961           | Sucesor: Torneo de Roland Garros 1961 |

- Datos: Q2717864